# Pisang (Pauh)
Pisang is een bestuurslaag in het regentschap Padang van de provincie West-Sumatra, Indonesië. Pisang telt 7871 inwoners (volkstelling 2010).